# Матьё Аррасский
Матьё Аррасский (фр. Mathieu d’Arras; около 1290, Аррас — 1352[…], Прага) — фламандский архитектор, строитель, каменотёс, который спроектировал собор Святого Вита в столице Священной Римской империи — городе Прага.

## Жизнь
О его детстве известно немного. Работал в основном при папском дворе в Авиньоне. Там с ним познакомился молодой император Карл IV, который потом позвал архитектора для строительства нового храма для пражского епископства. Облик собора Святого Вита (официально постройка началась в 1341 году) был предложен в стиле южнофранцузских соборов в Родезе и Нарбонне. Основание Матьё заложил только в 1344 году, когда приехал в Прагу с королём. Следующие восемь лет строил восемь аркад внутреннего хора и присоединяющиеся к ним части капелл.
В Градчанах основал свой цех. Предположительно внёс свою лепту в проекты застройки нового моста, Нове-Места, Тынского храма, вероятно, и Карлштейна. После его смерти цех перенял Петер Парлер, который внёс изменения в проект собора Святого Вита.